# Révolution de Sapoá
 (mai 2022).
La révolution de Sapoá est une incursion armée menée contre la dictature des frères Tinoco (es) en mai 1919 depuis le Nicaragua.
Après le Coup d'État de 1917 au Costa Rica les frères Federico et José Joaquín Tinoco (es) soutiennent un régime dictatorial dans la république du Costa Rica. Les multiples abus et la répression politique conduisent les adversaires à s'organiser.

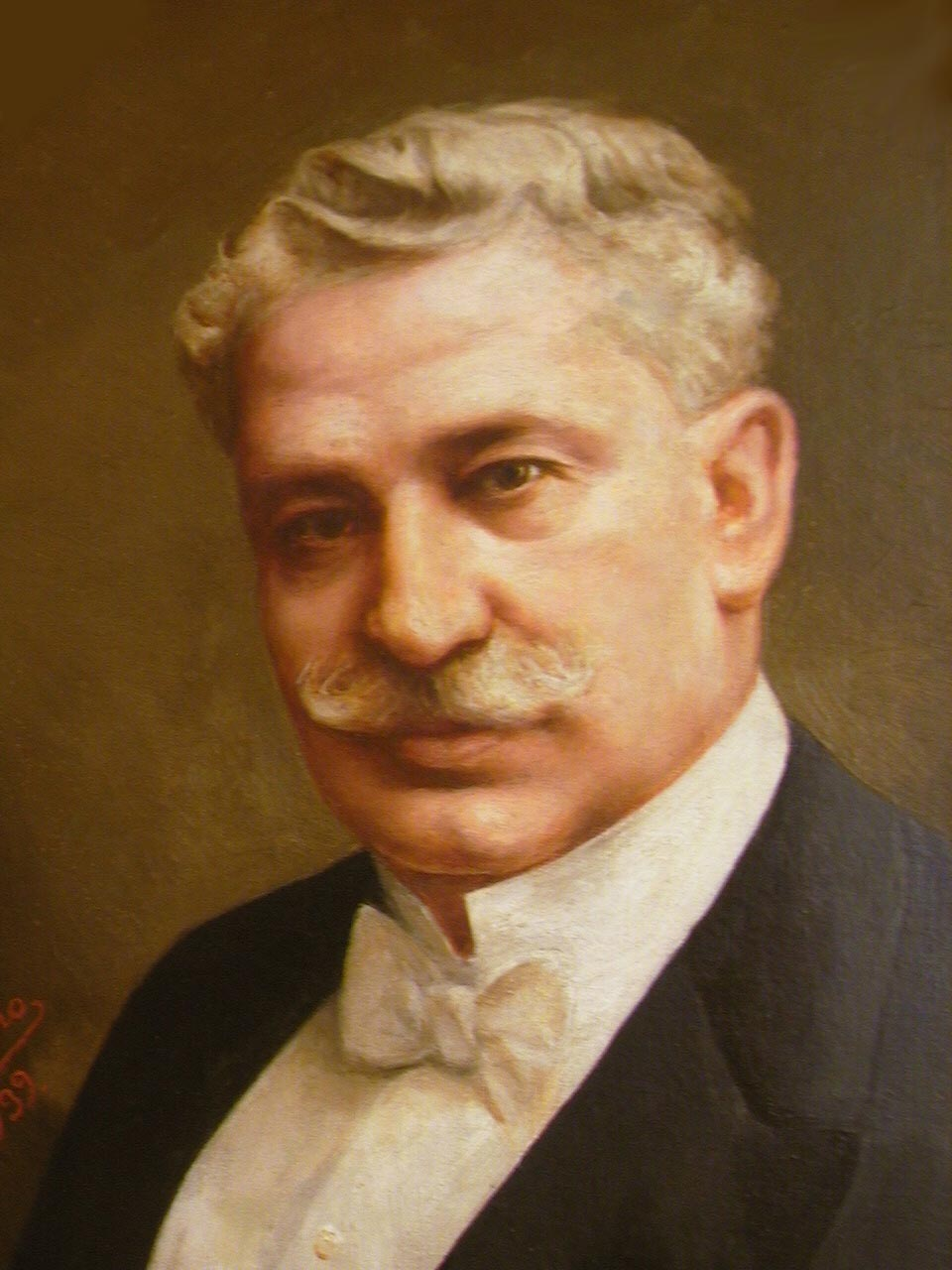
Julio Acosta.

La rébellion, organisée au Nicaragua par l'homme politique Jorge Volio Jiménez (es), est composée de Costariciens, quelques Nicaraguayens et Honduriens. La première bataille a lieu à Jobo avec un énorme désavantage numérique, 800 hommes font face aux forces tinoquistes qui comptent 5000 hommes. Les prisonniers sont assassinés après avoir été torturés, parmi lesquels le Salvadorien Marcelino García Flamenco (es) qui avait assisté à l'assassinat du poète Rogelio Fernández Güell (es) et avait dénoncé les faits au Panama.
Après la mort naturelle de Volio, Julio Acosta García dirige avec succès les incursions, soutenues par les protestations populaires et étudiantes, qui aboutissent à la chute du régime.